# John Stollmeyer
John Michael Stollmeyer (Pittsburgh, 25 de outubro de 1962) é um ex-futebolista estadunidense, que atuava como meia.

## Carreira
John Stollmeyer integrou a histórica Seleção dos Estados Unidos na Copa do Mundo de 1990.